# Reazione di Abderhalden
La reazione di Abderhalden è un esame del sangue per la gravidanza sviluppato da Emil Abderhalden nel 1912 ed ora in disuso.
La ricerca biologica messa a punto dal biochimico era atta a dimostrare la presenza di fermenti difensivi specifici (in termini moderni una reazione proteasi) nel sangue di donne in stato gravidico, che avrebbero causato la dissoluzione della proteina estranea. 
In seguito il test si rivelò inaffidabile e fu sostituito nel 1928 dal test di Aschheim-Zondek.
| Controllo di autorità | Thesaurus BNCF 72607 |